# Béres Attila (író)
Béres Attila (Budapest, 1946. május 6. –) magyar író, költő.

## Élete
Béres János és Giliczó Julianna gyermekeként született.
1968-1976 között könyvtárosként dolgozott. 1976-1990 között az Új Tükör munkatársa, majd olvasószerkesztője volt. 1991-1994 között a Playboy magyar kiadásának olvasószerkesztője volt és a Playboy tanácsadó rovatot írta.
Első verseskötetéért, mivel megjelenésekor sorkatonai szolgálatát töltötte, a katonai elhárítás vizsgálatot indított ellene. Egyetem nappali tagozatára később se vették fel. 1990 óta szabadúszó író. Főleg zenés darabok versei, librettók, dalszövegek és tévésorozatok dialógjai fűződnek a nevéhez.

## Művei
- Beűzetés a paradicsomba (versek, 1970)
- Holnap van már (versek, 1974)
- József Attila válogatott versei (válogatás, előszó, 1975)
- Ajándéknyár (novellák, 1977)
- Hány napod van még, őrvezető? (regény, 1978)
- Karácsonykereső (vers, 1984)
- Csupa Marlonbrando (elbeszélés, hangjáték, 1985)
- Visszaszámlálás (regény, társszerző Bolton Ervin álnéven, 2000)
- Leányálom – A pók sohasem alszik (regény, 2000)

## Színházi munkák
- Hogy vagy? (1975)
- Kamarambó, a senki fia (Horváth Péter, Novák János ....)
- A bábjátékos (rockopera, Várkonyi Mátyással, bemutató: Rock Színház, 1985. Soproni Petőfi Színház, rendező: Katona Imre)
- Rock Odüsszeia (verses balett Várkonyi Mátyással, 1994)
- Svejk vagyok (Horváth Péter- Selmeczi György, 1992.)
- Szia, szia, Szaurusz! (zene: Novák János, gyermekmusical, Kolibri Színház, rendező: Székely Andrea, 1994.)
- Szerencsemalac (Selmezci György, Mészöly Gábor, Rendező: Bodrogi Gyula, 1995.)
- Robinson és Péntek (zenés darab, társszerző, Sződy Szilárd, zene: Bergendy István, 1998)
- A három testőr (zenés játék, Horváth Péter, Selmeczi György, 1999)
- Egri csillagok (musical, 1997, 1998, 2001, 2005, 2009 – 2012-2014.) Margitszigeti Szabadtéri Színpad, Rendező: Novák Ferenc (Tata), majd: Egri Gárdonyi Géza Színház, Agria Játékok – Egri vár, Csíksomlyó, Kisvárda, Nyíregyháza, Komárno, Győr, Dunaszerdahely stb.)
- A két Lotti (zenés gyermekdarab, Kolibri Színház, 2002 – 2009. Zene: Novák János, rendező: Kőváry Katalin. Kaposvári Csiky Gergely Színház, 2016. Rendező Kőváry Katalin.)
- A pesti szín (zenés próza, zene: Selmeczi György, 2002.)
- Szigligeti – zenés történelmi fantázia (színmű, zenéjét szerezte és rendezte Selmeczi György, Szigligeti Színház, Nagyvárad 2014.)
- Mata Hari (kémopera, zeneszerző Várkonyi Mátyás, Müpa ősbemutató 2014.)
- Boldogasszony lovagja (vígopera szövegkönyv, zeneszerző Selmeczi György, ősbemutató: Müpa 2017. október 17. A Kolozsvári Magyar Opera előadása, Rendező Novák Eszter.)

## Rádiószínház
Fontosabb hangjátékai:
- Csupa Marlonbrandó (Kritikusok díja)
- Lovashadsereg (Iszaak Babel novelláiból)
- Pszichodrill
- Paganini zengő húrjai (hangjátékpályázat 1. díja)
- Nosztalgia tours (a 68-as prágai bevonulás emlékére)
- Boldogasszony lovagja (Szent László legendák, magyar királyok sorozat)
- Kagylók zenéje, óceán
- Pausole király (Honegger-Pierre Louys, fordítás, magyar ősbemutató)
- Térerő (mobil szatíra)
- Odüsszeusz alkonya

## Sorozatok
- Daráló (folytatásos rádiójáték, Asperján Györggyel, Gábor Annával és Horváth Péterrel, 1991)
- Űrgammák (forgatókönyv, 1995)
- Barátok közt (forgatókönyv, 1998-2021)

## Díjai
- Móricz Zsigmond-ösztöndíj (1974)
- A Haza Szolgálatáért Érdemérem ezüst fokozata (1976)
- Az EURÓPA 1968 pályázat díja (1993)
- Az MTI-PRESS tárcapályázatának különdíja (1994)
- A Magyar Írószövetség pályázatának különdíja (1995)